# Випханка
Ви́пханка  — народна назва однієї з частин Інгулецького району Кривого Рогу в колишньому місті Інгулець.
Закладена в 1930-х рр. родинами гірників рудоуправління «Інгулець». Розвитку набула наприкінці 1940-1950-х рр. Є приватним сектором. Розташований поруч із сучасним 3-м мікрорайоном ІнГЗК.